# Бенедыктович, Людомир

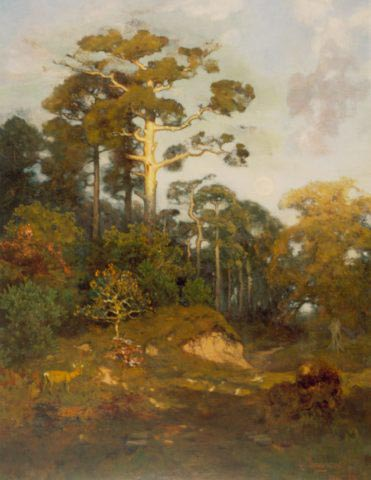

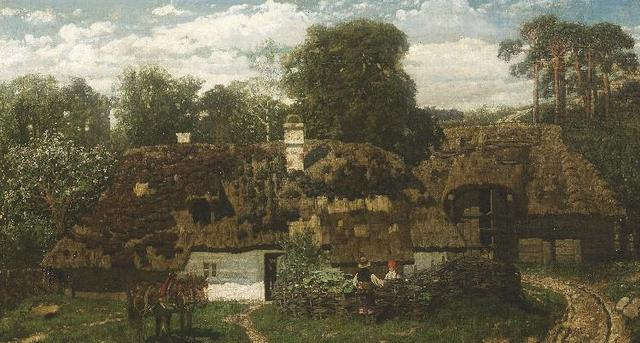

Людомир Людовик Доминик Бенедыктович (пол. Ludomir Ludwik Dominik Benedyktowicz; 15 июля 1844, с. Свиняры, Мазовия, Российская империя — 14 декабря 1926, Львов, Польша) — польский художник, поэт и шахматист, заслуженный мастер по шахматам, участник Польского восстания 1863 года.
Л. Бенедыктович окончил среднюю школу в Варшаве, затем учился в институте Лесного хозяйства в Броках, под руководством профессора Войцеха Ястшембовского. Принимал участие в восстании 1863 года, воевал в отряде Владислава Цихорского, во время одного из боев потерял левую руку. Поняв, что с одной рукой он не сможет, как мечтал, работать лесником, Л. Бенедыктович решил посвятить себя живописи. Учился в Классе рисунковом художника Войцеха Герсона, затем продолжил обучение в Мюнхене. После окончания мюнхенской Академии вернулся в Польшу, где был арестован и заключён в Варшавскую Александровскую цитадель. Однако вскоре был освобождён и поступил в краковскую Школу композиции художника Яна Матейко. Затем жил в Кракове, участвовал в искусствоведческих спорах групп художников «младопольской» и «мюнхенской» на стороне последних, написав в апреле 1913 года открытое письмо «Во имя правды». Ещё до начала Первой мировой войны переехал к родственникам во Львов, где и умер в возрасте 82 лет.
Художник писал полотна на тему Польского восстания, пейзажи — в первую очередь лесные, портреты. Л. Бенедыктович является также автором нескольких книг стихотворений. В 1893 году он участвовал в создании краковского Клуба шахматистов, а с 1895 года стал его почётным президентом. После переезда во Львов Л. Бенедыктович в 1925 году избирался почётным членом львовского шахматного клуба «Гетман».